# Techno-Kunst

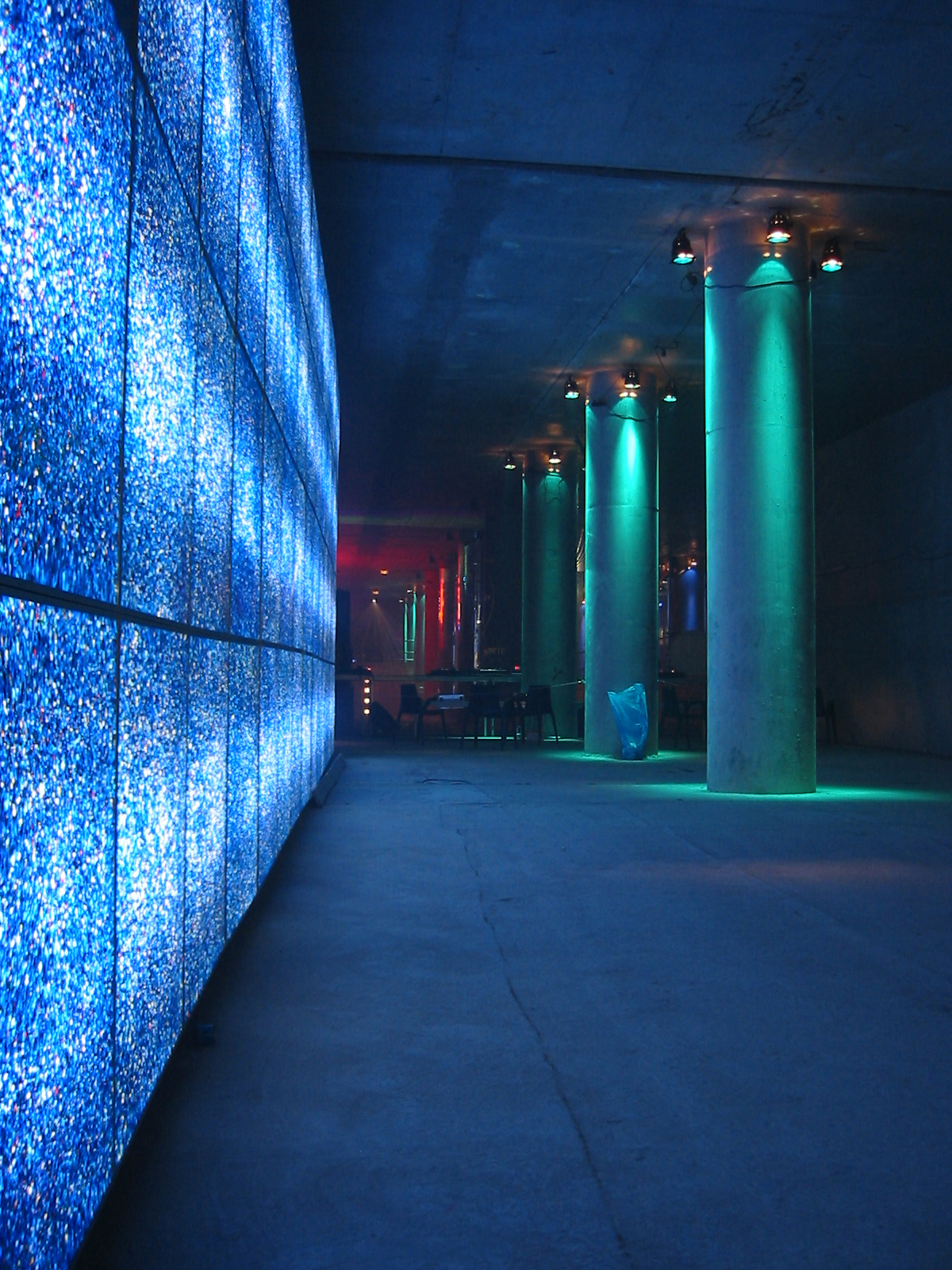
Raum- und Lichtinstallation für eine Techno-Party im Rahmen einer Kunstausstellung in Berlin

Unter dem Begriff Techno-Kunst (auch Techno-Art) werden Kunstformen zusammengefasst, die in direktem Zusammenhang zur Technoszene stehen. Dabei handelt es sich oft um Zeichnungen, Grafiken oder Animationen und Covergestaltungen sowie futuristischen Metallfiguren, deren Künstler sich mit der Szene identifizieren und das entsprechende Lebensgefühl mit ihren Werken zum Ausdruck bringen möchten.
Eine frühe und weit verbreitete Form der Techno-Kunst ist der Flyer, mit dem für Partys und andere Veranstaltungen geworben wird.
Große Bedeutung haben auch Dekorationen, Projektionen und Rauminstallationen auf Raves und Techno-Veranstaltungen bekommen. So erlangten beispielsweise Künstler wie Gecco und Skudi Optics in Berlin oder VJ Autopilot mit dem Highflyer-Team in München Bekanntheit durch ihre experimentellen und großflächigen Projektionen.

## Geschichte
Als Techno aus dem Underground hervortrat und die Labels sich Gedanken um den kommerziellen Vertrieb machten, entstanden Anfang der 1990er Jahre die ersten computeranimierten Musikvideos, zu deren Vorreitern die 3Lux-Serie sowie deren Nachfolger X-Mix zählen.
Die erste große Ausstellung, die sich ausschließlich mit Techno-Kunst befasste, war die Chromapark im E-Werk in Berlin.
Der Gestalten-Verlag aus Berlin veröffentlichte bereits Anfang der 1990er Jahre Bücher, die sich im weitesten Sinne mit Techno-Kunst befassten.
Unter den Szenemagazinen nahm die Zeitschrift Frontpage und ihr damaliger Grafiker Alexander Branczyk eine Vorreiterrolle bezüglich Gestaltung und Layout ein.
In den Anfängen war Techno-Kunst noch von bunten Collagen, naiven Malereien, einfachen geometrischen 3-D-Objekten sowie Texten in teilweise schwer lesbarem Typofreistil geprägt. Gerne wurden auch ironisch zu verstehende Fotografien aus früheren Jahrzehnten verwendet, um sich als revolutionäre, neue Kultur abzugrenzen. Mit der technischen Entwicklung und dem Wandel des Lebensgefühls innerhalb der Szene, weg von der „höher-schneller-weiter-Mentalität“, konzentrierte sich die künstlerische Darstellung zunehmend auf minimalistisches und farblich reduzierteres Design, sowie realistischere 3-D Animationen.
In der Freetekno-Bewegung hingegen werden teils auch heute noch bewusst einfache Flyer erstellt, die häufig mit den Farben schwarz und weiß spielen und psychedelische Muster oder bis nahe an die Unkenntlichkeit verschnörkelte Darstellungen ergeben, in denen dann mehr oder weniger versteckt Informationen zur beworbenen Veranstaltung enthalten sind. Gezeichnet werden meist Motive mit Bezug zu Tekno-Partys an sich oder fiktive Maschinen und Roboter, die in der Regel einen düsteren bis dämonischen Eindruck vermitteln. Typische, immer wiederkehrende Elemente sind Gasmasken, Totenköpfe, mutierte bis morbide Gestalten und technisches Equipment (in der Regel Boxen und Plattenteller). Die Hintergründe sind üblicherweise dunkel und sollen einen mechanisch-industriellen Eindruck vermitteln. Solche Muster und Grafiken werden in vielfacher Ausprägung auch auf Tücher gezeichnet, die auf den Veranstaltungen als Dekorationsmittel eingesetzt werden, oder auf Kapuzen-Pullover gedruckt.

## Goa

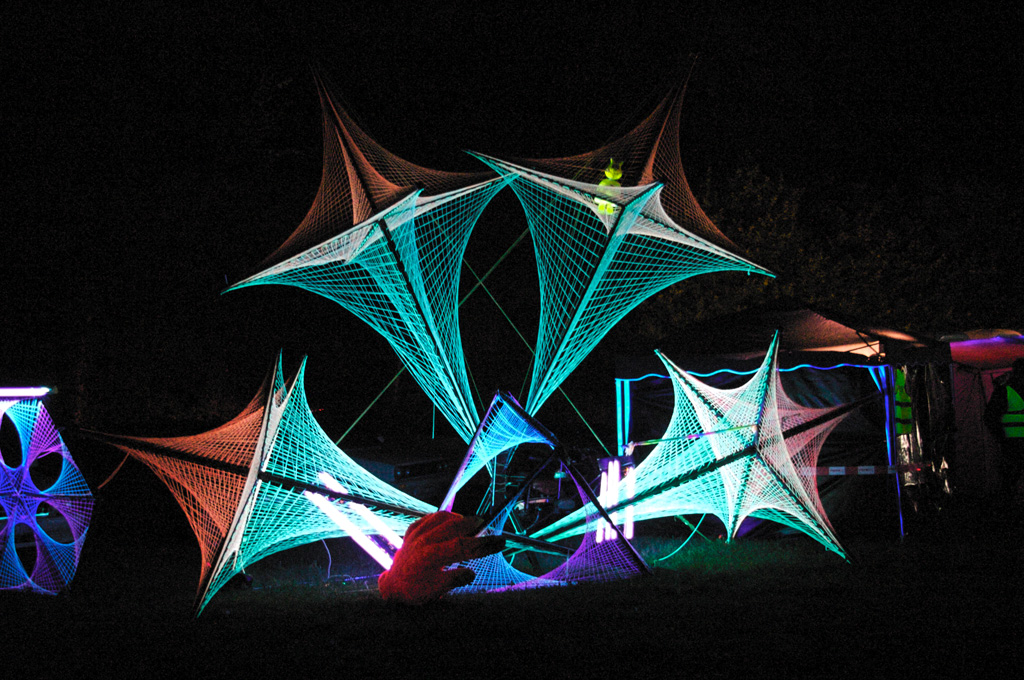
Kunstinstallation auf einer Goa-Party

In der eng mit Techno verwandten Goa- und Psytrance-Szene etablierte sich bereits vor den 1990er Jahren unter dem Einfluss psychoaktiver Drogen eine ganz eigene Kunstform auf Veranstaltungen, Flyern und Musik-Covern. Die künstlerischen Darstellungen beziehen sich meist auf Natur, Spiritualität und östliche Religionen wie Hinduismus, Shivaismus oder Buddhismus. Sie zeigen insgesamt einen engen Bezug zur Hippie-Bewegung.
Goa-Partys finden als Freiluftveranstaltungen oder in Techno-Clubs statt und sind oft dekoriert mit liebevoll gebastelten halluzinogenen Pilzen aus Pappmaché, 2- oder 3-dimensionalen Objekten aus gewebten Fäden oder bunten Batiktüchern. Bekanntheit erlangte beispielsweise das in den 1990er Jahren im Natraj Temple gegründete Deko-Kollektiv SchmoX Family.
Typisch für Goa-Kunst sind z. B. farbenfrohe psychedelische Muster oder Fraktale. Häufig sind die Objekte in fluoreszierenden Farben gehalten und leuchten unter der Bestrahlung mit Schwarzlicht.

## Bekannte Künstler
- Bianca Strauch
- Bringmann & Kopetzki
- Daniel Pflumm
- Jim Avignon
- Stellmacher & Jensen
- Elsa for Toys
- VJ Autopilot